# Jelena Anžujska
Jelena Anžujska (eng. Helen of Anjou; srpski Јелена Анжујска) (o. 1236. – 8. veljače 1314.), znana na hrvatskom i kao Helena, bila je kraljica Srbije kao žena kralja Srbije Stefana Uroša I.

## Teorije o podrijetlu
Nije poznato točno tko su joj bili roditelji.
Moguće je da je bila iz kuće Valois (dinastija Valois).
Karlo I. Napuljski spominje Jelenu kao svoju rođakinju 1273.
Postoji mogućnost da je Jelena bila unuka sestre Balduina II. Carigradskoga ili kći bizantskog princa Ivana Angela od Srijema.

## Brak
Jelena se udala za Stefana Uroša I. oko 1245.
Ovo su njihova djeca:
- Stefan Dragutin, kralj Srbije[7]
- Stefan Milutin, kralj Srbije
- Stefan
- Brnjača

| Portal:Kršćanstvo | Portal: Kršćanstvo |

Jelena je neko vrijeme bila vladarica Zete, Travunje, Plava i Poibarja. Postala je i redovnica u crkvi svetog Nikole u Skadru; tu je crkvu dala sagraditi te je u njoj i umrla.
Danas je Jelena u Srbiji veoma poznata po tome što je dala sagraditi manastir Gradac. Također, smatra ju se učiteljicom srpskih djevojčica.

## Svetica
Srpska pravoslavna crkva slavi Jelenu kao sveticu.